# Auguste Barbereau
Mathurin-Auguste-Balthazar Barbereau (* 14. November 1799 in Paris; † 14. Juli 1879 ebenda) war ein französischer Komponist, Musikpädagoge und -wissenschaftler.

## Leben und Wirken
Barbereau hatte ab 1810 Unterricht am Conservatoire de Paris, wo er Komposition und Kontrapunkt bei Antonín Reicha studierte. Bereits 1813 erhielt er einen zweiten Preis im Fach Violine. Dreimal nahm er am Kompositionswettbewerb des Konservatoriums teil und erhielt 1824 für die Kantate Agnès Sorel den premier Premier Grand Prix de Rome.
Nach seinem Romaufenthalt wurde Barberau 1830 Erster Violinist beim Orchester der Pariser Oper und Dirigent am Théâtre des Nouveautés. Hier führte er 1831 die Oper Les Sybarites de Florence ou les Francs-Maçons auf, die er gemeinsam mit Léopold Aimon nach einem Libretto von Jean-Baptiste Lafite komponiert hatte. Im Folgejahr wurde er Dirigent am Théâtre Français und dem Athénée Musical. Seit 1836 leitete er das Orchester des  Théâtre des Italiens, seit 1855 das Orchester der Société de Sainte-Cécile.
Seit 1845 veröffentlichte Barberau den dreiteiligen Traité théorique et pratique de composition musicale (1. Harmonie élémentaire [théorie générale des accords], 2. Mélodie, son application à l’harmonie; 3. Harmonie concertante [contrepoint et fugue – style scientifique]). 1852 folgten die Etudes sur l’origine du système musical. Ab 1871 unterrichtete er am Conservatoire de Paris zunächst Komposition, dann allgemeine Musikgeschichte.
Zu den Schülern Barbereaus zählten u. a. die Komponisten Ambroise Thomas, Jean-Baptiste-Charles Dancla und Camille Durutte, die Sängerin und Komponistin Louise Héritte-Viardot und der Pianist Maurice Decourcelle.